# Eduardo Paolozzi
Eduardo Paolozzi (Leith pokraj Edinburga u Škotskoj, 7. ožujka 1924. – London, 22. travnja 2005.) bio je britanski slikar i kipar, utemeljitelj pop arta.

## Životopis

### Život i djelo
Paolozzi je rođen u obitelji talijanskih doseljenika u Škotsku. Likovnu naobrazbu je stekao na londonskom sveučilištu, nakon čega odlazi u Pariz, gdje boravi od 1947. do 1949.
Pariz je u to doba još uvijek bio veliko likovno središte, pa Paolozzi tu upoznaje najznačajnije umjetnike onog vremena: Talijana Alberta Giacomettija, Rumunje Tristana Tzaru i Constantina Brancusija, te Francuze Georgesa Braquea i Jeana Arpa. No ono što se za njegovu ulogu pionira pop arta pokazalo još važnijim, Paolozziju dolaze pod ruku brojne američke ilustrirane novine i časopisi prepuni slika potrošačkog društva u procvatu, koje su ga, s obzirom na to da je poratna Britanija trpjela recesiju, nestašice i racionalizacije uzrokovane ratnim razaranjima, nadasve fascinirale.
Kao osoba oduševljena gotovo svime što vidi, Paolozzi je počeo izrezivati najzanimljivije i najatraktivnije ilustracije iz tih tiskovina, te ih u duhu tehnike kolaža lijepiti u svoju bilježnicu, koja mu je trebala služiti kao svojevrsna referentna baza. Njezine su stranice tako postale prvim ostvarenjima pop arta, koja su međutim, spletom okolnosti, široj likovnoj javnosti dugo ostala slabo poznata.
Kao prvi nedvojbeno pop artistički uradak iz te bilježnice koju danas čuva Tate Gallery u Londonu, obično se navodi kolaž I Was a Rich Man`s Plaything iz 1947., na kojem je Paolozzi uz naslovnicu časopisa Intimate Confessions koji je sadržavao priču koja je naslovila cijelo djelo, upotrijebio realistički crtež američkog ratnog bombardera, boce Coca-Cole i ruke koja drži pištolj iz čije cijevi izlazi oblak dima u kojem piše „POP“.
Radi se o svojevrsnom Paolozzijevu proročanstvu, jer će stilski pravac kojeg je on utemeljio dobiti naziv pop art tek desetak godina kasnije (prema nekim svjedočenjima ime mu je dao britanski kritičar Lawrence Alloway). Djelo karakterizira za mnoga klasična ostvarenja pop arta karakteristična kombinacija (pre)naglašene seksualnosti (crtež žene u crvenoj haljini i crnim čarapama na naslovnici časopisa Intimace Confessions), nasilja (bombarder) i omiljenog proizvoda potrošačkog društva (boca Coca – Cole).
Na proljeće 1952. Paolozzi je na sastanku Neovisne grupe, likovne skupine kojoj je bio osnivačem, a kojoj su pripadali i Richard Hamilton (likovni umjetnik), Lawrence Alloway, Reyner Banham i dr. ovaj, zajedno s drugim kolažima iz svoje bilježnice prikazao na epidijaskopu. Usprkos toj činjenici, sve donedavno je prvim radom pop arta obično bio smatran desetljeće kasniji kolaž Richarda Hamiltona Just What Is It That Makes Today`s Homes So Different, So Appeling?, koji je bio reproduciran na plakatu glasovite izložbe Neovisne grupe This is Tomorrow održane 1956. u Whitechapel Art Gallery u Londonu.
Paozozzijevi zreli radovi se odlikuju pročišćenim grafičkim izrazom, koji uz pop artističke, sadrži i brojne nadrealističke elemente. Dobar primjer za to je grafika Wittgenstein in New York iz 1965. Tema nije odabrana slučajno: već je ranije Jasper Johns u Wittgensteinovim spisima našao potporu za vlastit stav da umjetničko djelo treba osloboditi imperativa da nešto mora govoriti i dozvoliti mu da naprosto – bude.
Tijekom pedesetih i šezdesetih Paolozzi oblikuje brojne plakate, te se bavi akcionim slikarstvom i skulpturom protkanom elementima kubizma, po kojoj će postati poznat tek kasnije.
Godine 1989. britanska je kraljica Elizabeta II. za njegova brojna i značajna umjetnička postignuća Paolozziju dodijelila titulu viteza.
Glavninu Paolozzijevih radova čuva Škotska nacionalna galerija moderne umjetnosti, kojoj je on 1994. donirao većinu svojih djela, kao i gotovo cjelokupni inventar svojeg ateliera.

## Vanjske poveznice
|  | Zajednički poslužitelj ima još gradiva o temi Eduardo Paolozzi |